# Eyong Enoh
Enong Tarkang Enoh (Kumba, 23. ožujka 1986.) bivši je kamerunski nogometaš.